# Файд
Файд (нем. Faid) — община в Германии, в земле Рейнланд-Пфальц. 
Входит в состав района Кохем-Целль. Подчиняется управлению Кохем-Ланд.  Население составляет 1105 человек (на 31 декабря 2010 года). Занимает площадь 8,23 км².